# Kaneelvaren
De kaneelvaren (Osmundastrum cinnamomeum) is een varen uit de koningsvarenfamilie (Osmundaceae). Het is een grote, terrestrische varen uit Noord- en Zuid-Amerika en uit Oost-Azië.
De naam 'kaneelvaren' verwijst naar de sporenaren van deze varen, die bij rijpheid prachtig goudbruin verkleuren, wat ook de algemene naam van deze familie, de bloemvarens, verklaart. De varen heeft verder niets van doen met kaneel, een specerij die uit de schors van de kaneelboom (Cinnamomum verum) afkomstig is.
Fossiele restanten van de kaneelvaren zijn bekend van het Campanien, een tijdperk uit het Krijt (75 miljoen jaar geleden), wat de soort de status van levend fossiel geeft.

## Naamgeving enetymologie
- Synoniemen: Osmunda cinnamomea L. (1753), Osmundastrum asiaticum (Fernald) Tagawa (2009)
- Engels: Cinnamon fern
- Frans: Osmonde cannelle

De soortaanduiding cinnamomeum verwijdt naar de wetenschappelijke naam van de kaneelboom, Cinnamomum. De geslachtsnaam Osmundastrum refereert aan het zustergeslacht Osmunda.

## Kenmerken
De kaneelvaren is een grote, bladverliezende, overblijvende varen met een sterk vertakte, kruipende rizoom en twee soorten bladen (bladdimorfie). De steriele bladen of trofofyllen zijn tot 1,5 m lang, dubbel geveerd, langwerpig tot ovaal, met langwerpige pinnae of deelblaadjes en zittende pinnula of eindblaadjes met ronde top en gave rand. De fertiele bladen of sporofyllen zijn korter en smaller en dragen enkel sterk gereduceerde, sporendragende deelblaadjes.
De bladsteel is iets korter dan de bladschijf, ongevleugeld, aanvankelijk lichtbruin behaard, later glad.
De sporendoosjes zijn groot en naakt, niet gegroepeerd in sporenhoopjes of sori, aanvankelijk groen maar bij rijpheid goudbruin kleurend, wat de naam 'kaneelvaren' verklaart.
De steriele bladen kunnen van die van Osmunda claytoniana onderscheiden worden door de aanwezigheid van bosjes viltige haren aan de basis van de deelblaadjes.

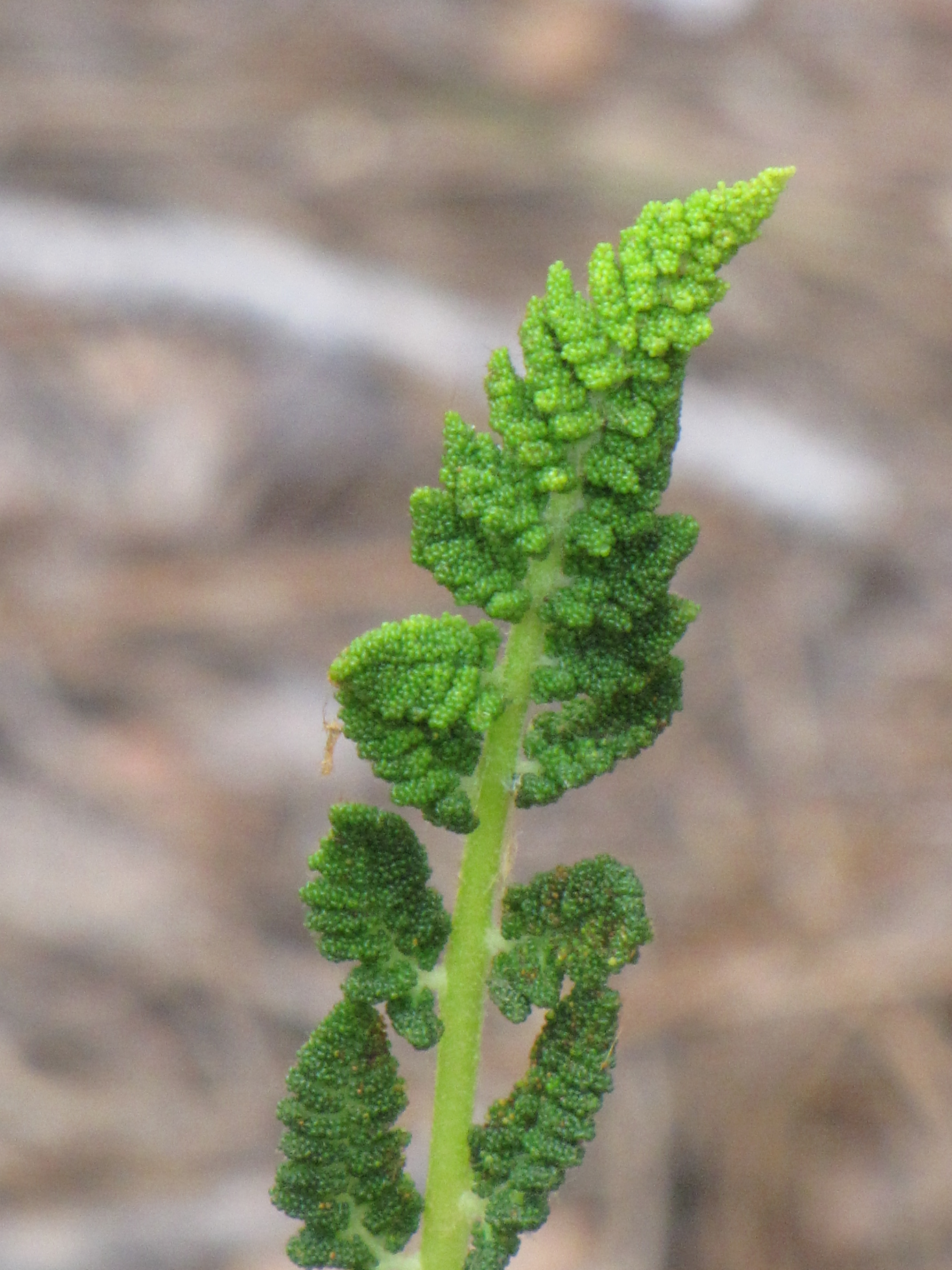
Kaneelvaren, detail jonge sporofyl
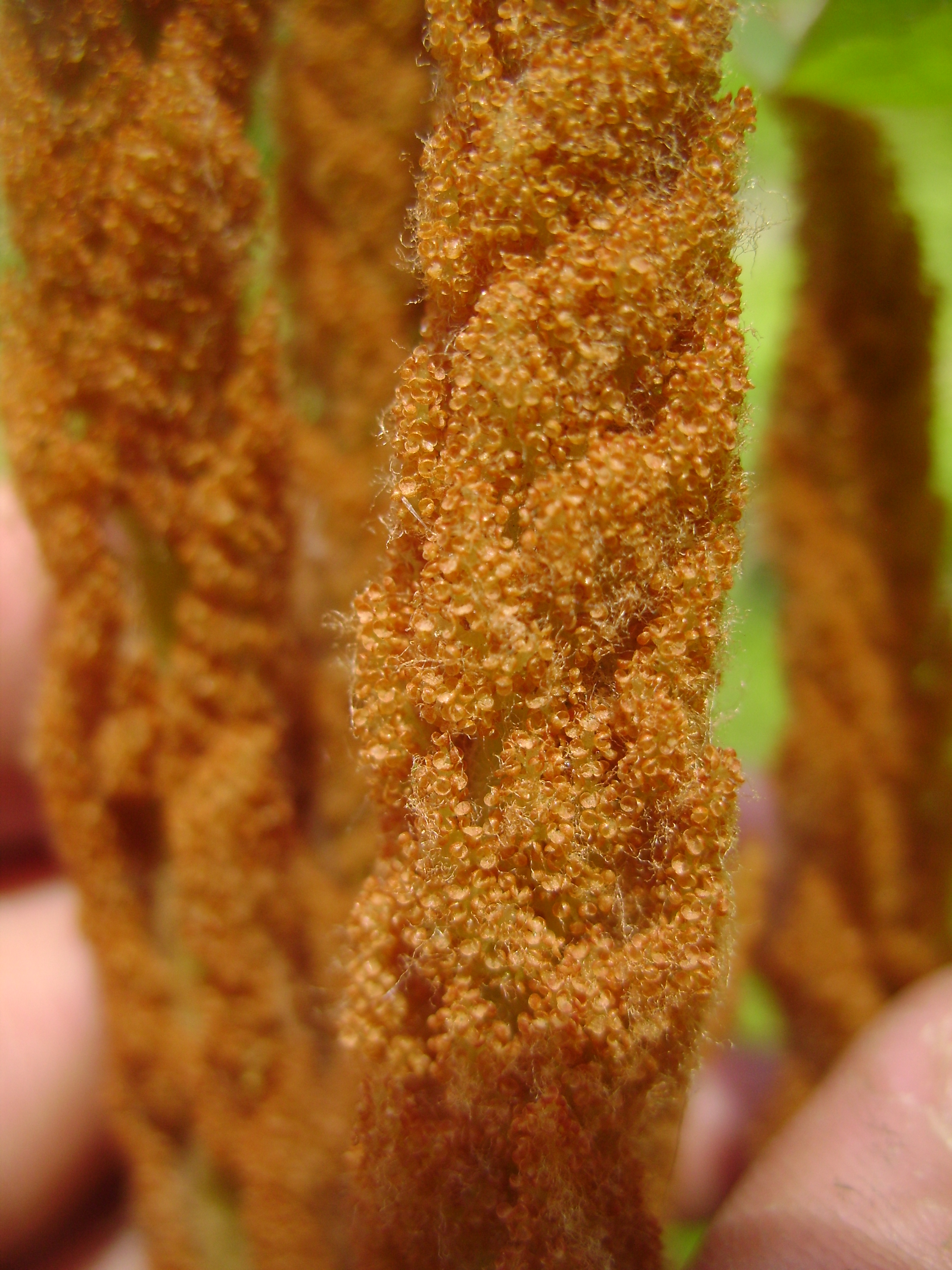
Rijpe sporenaren

## Habitaten verspreiding
De kaneelvaren is een terrestrische plant die groeit op vochtige tot natte plaatsen op zure bodem, zoals in moerassen, veengebieden, kwelzones en broekbossen, dikwijls in het gezelschap van Osmunda claytoniana, de struisvaren (Matteuccia struthiopteris) en de moerasvaren (Thelypteris palustris). Hij kan daarbij grote kolonies vormen met een dicht wortelstelsel, waarop epifytische planten een voedingsbodem vinden. Hij komt voor van zeeniveau tot op 2300 m hoogte.
Zijn verspreidingsgebied is voornamelijk Noord-Amerika (noordelijk tot Labrador, westelijk tot Ontario en zuidelijk tot Mexico en de Caraïben), Zuid-Amerika (van Peru tot Paraguay) en Oost-Azië (van Zuidoost-Siberië over China, Japan, Korea en Taiwan tot in Myanmar, Thailand en Vietnam).
Geslacht: Leptopteris

Soorten: L. alpina · L. fraseri · L. hymenophylloides · L. laxa · L. moorei · L. superba · L. wilkesiana · L. ×intermedia

Geslacht: Osmunda (+Plenasium)

Soorten: O. angustifolia · O. banksiifolia · O. claytoniana · O. collina · O. gracilis · O. herbacea · O. huegeliana · O. japonica · O. javanica · O. lancea · O. mildei · O. piresii · O. regalis (Koningsvaren) · O. vachellii · O. ×ruggii

Geslacht: Osmundastrum

Soort: O. cinnamomeum (Kaneelvaren)

Geslacht: Todea

Soorten: T. barbara · T. papuana · T. tidwellii